# Megastruttura

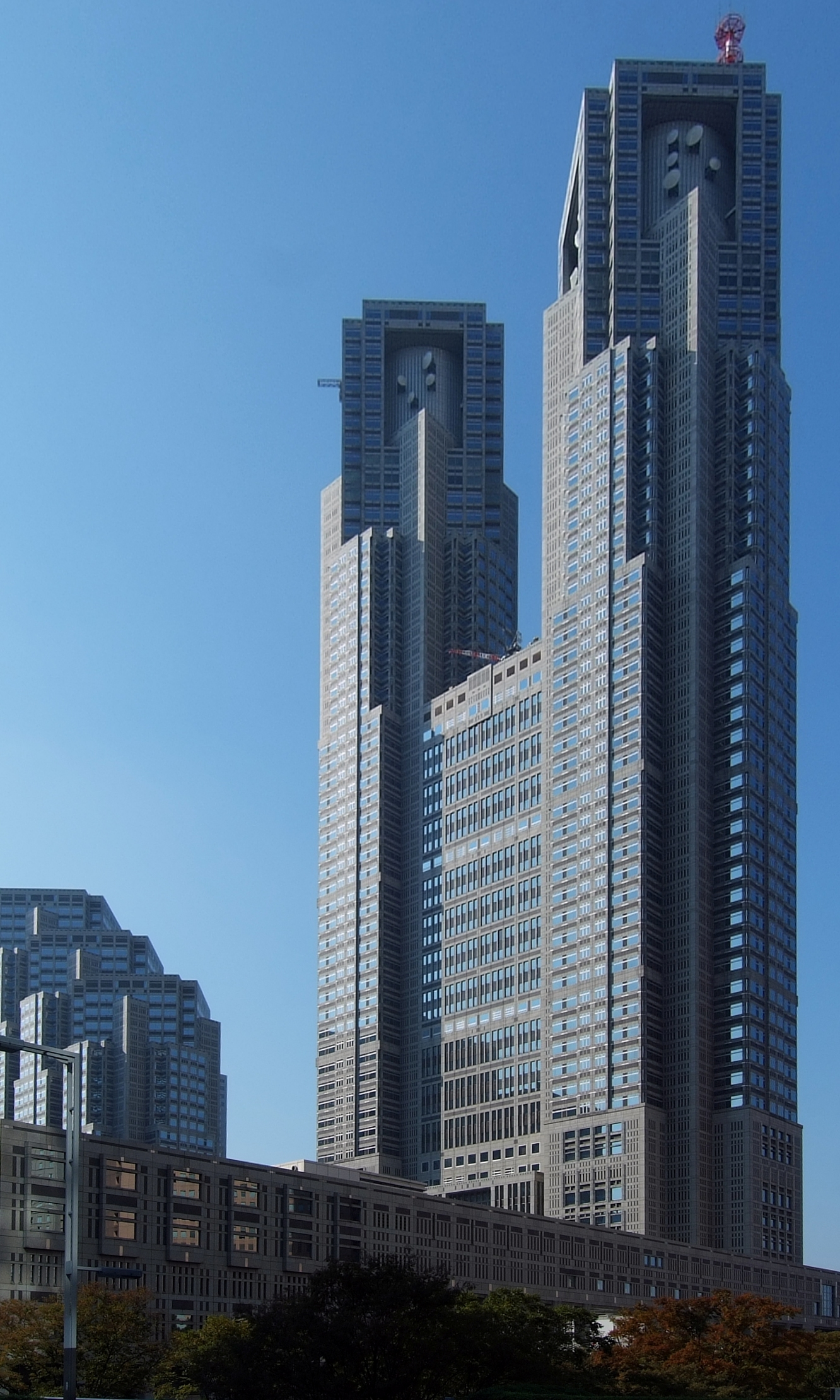
Il Palazzo del Governo di Tokyo, nel quartiere metropolitano di Shinjuku, progettato da Kenzō Tange e costruito tra il 1988 e il 1991.

Una megastruttura è una costruzione artificiale di enormi dimensioni; in particolare è stata descritta come un vasto complesso che integra varie funzioni tipiche di una città in un contesto solitamente ad alta densità abitativa.
Il concetto è inizialmente divenuto popolare nell'ambito della fantascienza: in molte opere fantascientifiche, infatti, vengono rappresentate strutture di dimensioni di centinaia di chilometri in almeno una direzione; spesso si tratta di un qualche genere di oggetti spaziali abitati. Il termine, usato soprattutto dalla fine degli anni sessanta, ha finito per indicare qualsiasi struttura di grandi dimensioni, molte delle quali effettivamente costruite in tutto il mondo, in particolare grattacieli alti alcune centinaia di metri e ponti lunghi diversi chilometri. Non mancano tuttavia strutture ingegneristiche come alcuni degli ottovolanti, anche detti Montagne Russe, più grandi del mondo e le grandi centrali ad energia solare che si sviluppano per diverse decine di chilometri quadrati nei deserti americani.
Un enorme edificio sufficiente a mantenere un'ecologia interna e una densità abitativa estremamente alta è detto più specificamente arcologia.

## Definizione
Il termine "megastruttura" fu utilizzato dall'architetto giapponese Fumihiko Maki in un articolo del 1960.
Nel 1968 Ralph Wilcoxon definì una megastruttura come un sistema (framework) strutturale in cui possono poi essere installate, disinstallate e sostituite camere, abitazioni o altri piccoli edifici; e che è in grado di estendersi in modo "illimitato".
Lo storico britannico dell'architettura Reyner Benham ne esaminò le caratteristiche negli anni sessanta, decennio nel quale il termine fu una presenza insistente nel dibattito architettonico tanto da definire un movimento, sfociato poi nel postmodernismo.
Questo tipo di sistema deve consentire alla struttura di adattarsi alle singole esigenze dei suoi abitanti, anche se tali desideri cambiano con il tempo.
In seguito, benché sia usato soprattutto in riferimento all'architettura più recente, il termine megastruttura è stato applicato in generale a tutte le costruzioni a larghissima scala e di qualsiasi epoca.

## Megastrutture esistenti

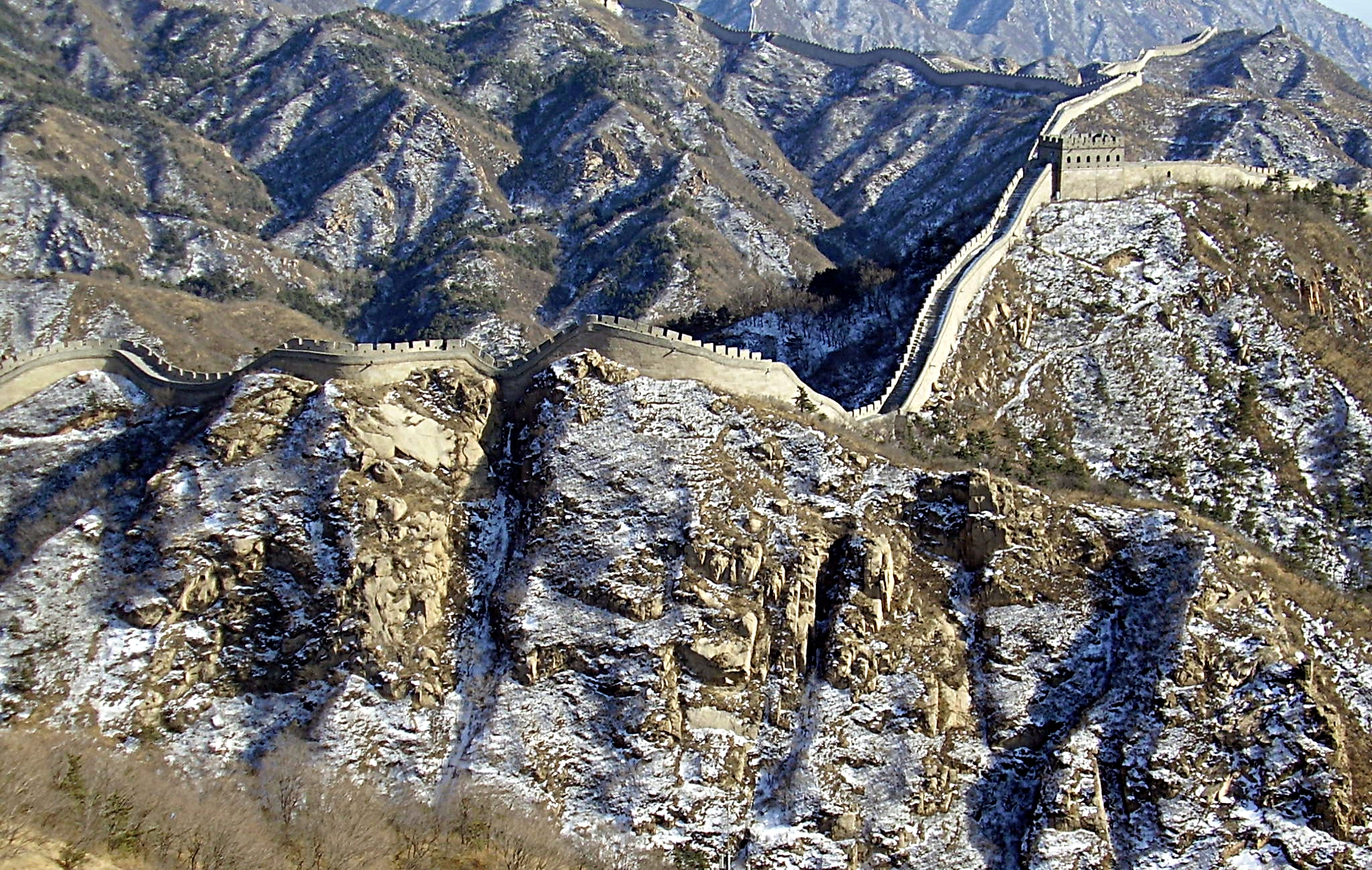
La Grande muraglia cinese

Tra gli esempi di megastrutture dell'architettura contemporanea sono stati citati il progetto per Fort L'Empereur ad Algeri di Le Corbusier (1932), il Wohnberg di Walter Gropius (1928), il progetto per la baia di Tokyo di Kenzō Tange (1961) e la sede dell'Università della Calabria di Vittorio Gregotti (1974).
Tra i più importanti architetti e gruppi di architettura che hanno progettato megastrutture vi sono il Movimento metabolista, Archigram, Cedric Price, Frei Otto, Constant Nieuwenhuys, Yona Friedman e Buckminster Fuller.
Fra le megastrutture più antiche vi sono le piramidi egizie, la Grande muraglia cinese e i Terrazzamenti di Banaue, estese risaie a terrazze nelle isole Filippine, ma nell'ambito rientrano anche grandi acquedotti e cattedrali.
Fra le più recenti ci sono una decina di supergrattacieli, alcune torri e strutture di vario genere e diversi ponti. Fra le più alte strutture del mondo ci sono le Torri Petronas a Kuala Lumpur (Malaysia), il grattacielo Taipei 101 a Taiwan, la torre Nazionale Canadese di Toronto, il grattacielo Sears Tower di Chicago, e il Burj Khalifa, aperto al pubblico il 4 gennaio 2010 con un'altezza finale di 828 metri. Oltre i 600 metri è anche un'antenna per radiocomunicazioni situata nel Montana (USA).
Fra i ponti, la struttura sospesa più lunga è il ponte di Kōbe e Awaji in Giappone, mentre il più lungo ponte strallato a più piloni in Europa è l'Øresundsbron. Tra i più grandi ponti vie è inoltre quello dedicato a Giovanni da Verrazzano tra Brooklyn a Staten Island (New York).

## Megastrutture ipotetiche e immaginarie

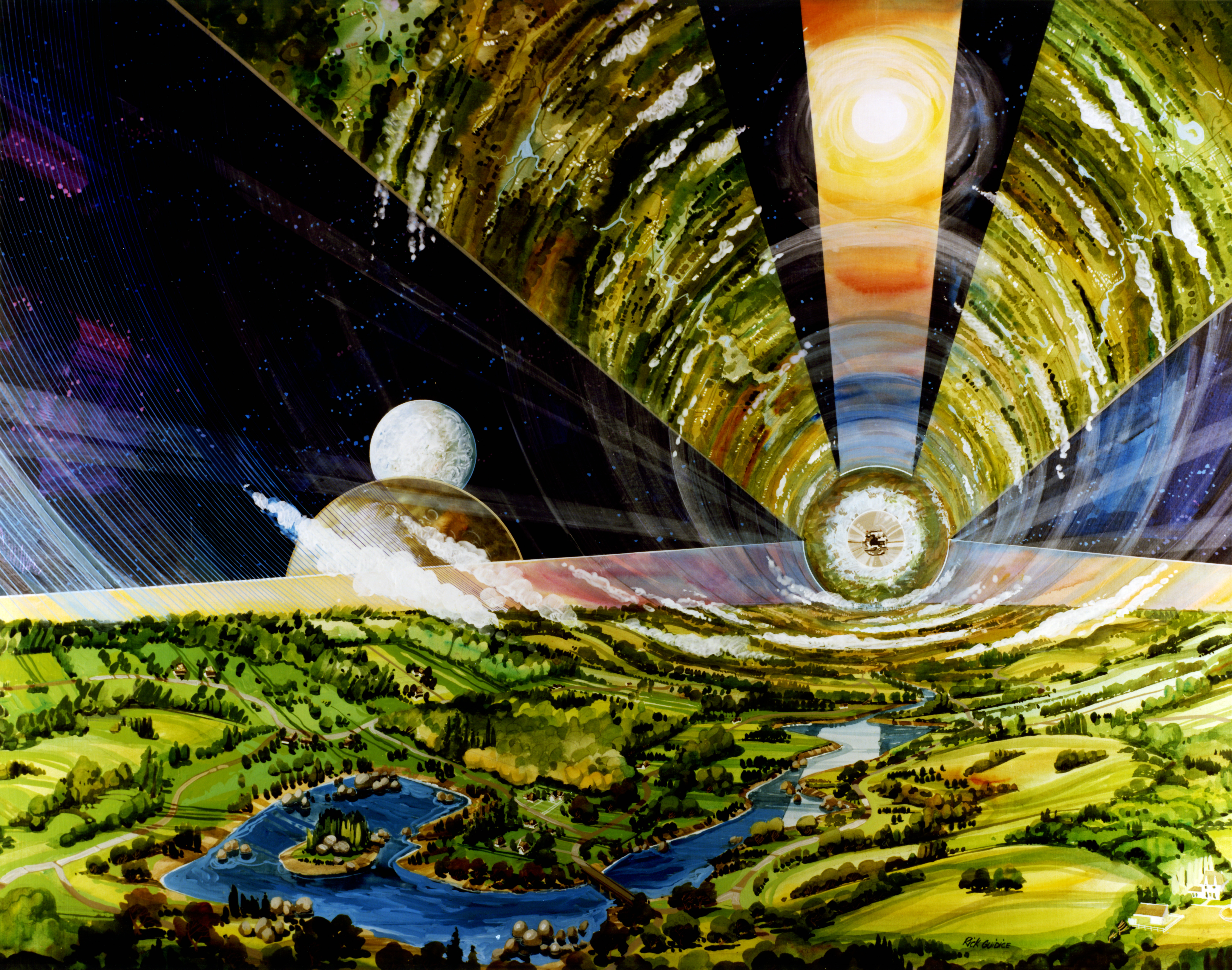
L'interno di un cilindro di O'Neill, un ipotetico habitat spaziale concettuale. Immagine realizzata dall'Ames Research Center della NASA.

Il concetto di megastruttura, molto prima che venisse adottato dagli architetti, fu reso familiare nelle opere della prima fantascienza, a partire dai romanzi di Jules Verne.
Fra le megastrutture ipotetiche, rese popolari nella letteratura fantascientifica ma oggetto anche di ricerche accademiche, vi sono l'ascensore spaziale, che permette di arrivare su una stazione spaziale direttamente da terra, il mondo ad anello, l'orbitale di Banks, il toro di Stanford, il cilindro di O'Neill, il disco di Alderson e la sfera di Dyson, che consiste in un guscio o in uno sciame di satelliti che circondano una stella per convogliare tutta la sua energia.